# Joachim Becker (Politiker, 1942)
Joachim Becker (* 21. Februar 1942 in Pforzheim) ist Rechtsanwalt und SPD-Politiker. Er war von 1985 bis 2001 Oberbürgermeister der Stadt Pforzheim.

## Leben
Joachim Becker ist Sohn eines im Zweiten Weltkrieg gefallenen Soldaten. Er machte 1963 sein Abitur am Kepler-Gymnasium in Pforzheim und studierte anschließend Rechts- und Staatswissenschaften sowie Volkswirtschaftslehre an den Universitäten Heidelberg, Lausanne, Bonn und New York. Seit 1964 ist er Mitglied der Studentenverbindung Société d’Étudiants Germania Lausanne. An der Universität Bonn promovierte er zum Doktor der Rechte auf einem Gebiete des rechtsvergleichenden Vertragsrechtes.
Seinen juristischen Vorbereitungsdienst leistete er am Oberlandesgericht (OLG) Karlsruhe. Im Jahr 1971 war Joachim Becker Referendar bei der Deutschen Handelskammer in Madrid (Spanien). Von März bis September 1972 war er bei Rechtsanwalt Karl Doerner in Pforzheim angestellt. Zum 1. Februar 1973 wurde er persönlicher Referent seines SPD-Parteifreundes, des damaligen Oberbürgermeisters Willi Weigelt. Von 1976 bis zu seiner erfolgreichen Wahl zum Oberbürgermeister im Jahr 1985 war Becker Leiter des Rechtsamts der Stadt Pforzheim. Vom 22. Juli 1985 bis zum 21. Juli 2001 war er Oberbürgermeister in Pforzheim. Er war in dieser Zeit Aufsichtsrats- und Verwaltungsratsvorsitzender wichtiger kommunaler Unternehmen. Nach Ende seiner Amtszeit, am 22. Juli 2001, trat er in die Rechtsanwaltskanzlei Doerner (†), Forster, Riegert ein, die inzwischen als Rechtsanwälte im Industriehaus firmieren. 1996 kandidierte er erfolglos für das Amt des Stuttgarter Oberbürgermeisters.
Joachim Becker ist Autor des Buches Erfolg im Wahlkampf – Ein Ratgeber für Kandidaten und ihre Helfer in Kommunal-, Landes- und Bundeswahlen (München, 1988, ISBN 3-442-10398-3) sowie vieler Essays zu geschichtlichen, politischen und gesellschaftlichen Themen.
Von  2008 bis 2024 war Becker Vorsitzender der Reuchlin-Gesellschaft, er war Mitglied des Kuratoriums der Hochschule Pforzheim und des Vereins ProSynagoge e.V.
Joachim Becker ist verheiratet. Das Ehepaar hat zwei Töchter. Seine Ehefrau war Rektorin einer Pforzheimer Grund- und Hauptschule, später war sie im Regierungspräsidium Karlsruhe im Landeslehrerprüfungsamt für die Bereiche Musik und Kunst zuständig, danach Referentin für Museumspädagogik - ebenso im Regierungspräsidium Karlsruhe. Sie promovierte zu dem Thema "Disziplin durch Bildung ein vergessener Zusammenhang : eine historisch-systematische Untersuchung aus antinomischer Perspektive als Grundlage für ein bildungstheoretisches Verständnis des Disziplinproblems". Die Erziehungswissenschaftlerin veröffentlichte mehrere bildungspolitische Bücher und Essays.

## Werke
- Eine erschöpfte Nation: Essays zu Politik und Gesellschaft, Mut-Verlag Asendorf, 1994, ISBN 3-89182-060-7
- Der erschöpfte Sozialstaat: neue Wege zur sozialen Gerechtigkeit, Eichborn-Verlag Frankfurt a. M., 1994, ISBN 3-8218-1188-9
- Erfolg im Wahlkampf. Ein Ratgeber für Kandidaten und ihre Helfer in Kommunal-, Landes- und Bundeswahlen. München, Goldmann, 1988, ISBN 978-3-442-10398-0